# Dibu 2 - La vendetta di Nasty
Dibu 2 - La vendetta di Nasty (o Dibu 2 - La rivincita di Nasty; Dibu 2, la venganza de Nasty) è un film d'animazione argentino del 1998, diretto da Carlos Galettini.
È il secondo film tratto dalla serie televisiva Dibu (Mi familia es un dibujo); è il seguito di Dibu, uscito l'anno precedente, e ha avuto a sua volta un seguito, Dibu 3 - Nello spazio (uscito nel 2002).

## Trama
Nasty è un cartone animato malvagio, crudele, sadico, violento, psicopatico e maniacale che sembra la forma di un piccolo ragazzaccio, ha due scopi: portare nel mondo dei cartoni animati tonnellate di caramelle gommose e rapire Buji, la sorellina di Dibu. Le caramelle gli permettono di cambiare il suo aspetto e diventare umano o qualsiasi altro disegno (compreso nel finto Dibu, in cui aveva rapinato la banca all'inizio del film, e aveva persino incastrato il povero Dibu), nascondendo, però, il suo vero, spaventoso aspetto: ovvero un drago mostruoso.